# Конструктивный универсум
Конструктивным универсумом в теории множеств называется класс множеств, обозначаемый L и состоящий, неформально говоря, из множеств, которые можно определить с помощью формул в терминах более простых множеств. Все множества класса L образуют конструктивную иерархию, уровни которой индексируются ординалами. Данные термины были впервые введены Куртом Гёделем в 1938 году в работе "Непротиворечивость аксиомы выбора и обобщённой континуум-гипотезы". В этой работе было доказано, что конструктивный универсум является внутренней моделью теории множеств ZF, а также что аксиома выбора и обобщённая континуум-гипотеза истинны в этой модели, то есть они не противоречат другим аксиомам ZF. Это было важным результатом, поскольку доказательство многих других теорем опирается на предположение об истинности аксиомы выбора или континуум-гипотезы.

## Построение
L можно себе представить как поступенчато строящийся класс, по аналогии с универсумом фон Неймана (который обозначается V). Уровни построения L индексируются ординалами. В отличие от построения V, где на каждом уровне множество Vα+1 включает в себя все подмножества Vα, при построении L в множество Lα+1 включаются лишь те подмножества Lα, которые одновременно:
- могут быть определены посредством формулы формального языка теории множеств;
- в качестве параметров формулы используются лишь множества, построенные на предыдущих уровнях;
- все кванторы в формуле понимаются как ограниченные по множеству Lα.

Более формально, обозначим
{\displaystyle \operatorname {Def} (X):={\Bigl \{}\{y\mid y\in X\land (X,\in )\models \Phi (y,z_{1},\ldots ,z_{n})\}~{\Big |}~(\Phi {\text{ является формулой языка теории множеств }})\land (z_{1},\ldots ,z_{n}\in X){\Bigr \}}.}
Тогда L определяется по трансфинитной рекурсии следующим образом:
- {\displaystyle L_{0}:=\varnothing .}
- {\displaystyle L_{\alpha +1}:=\operatorname {Def} (L_{\alpha }).}
- Если {\displaystyle \lambda } — предельный ординал, то {\displaystyle L_{\lambda }:=\bigcup _{\alpha <\lambda }L_{\alpha }.}
- {\displaystyle L:=\bigcup _{\alpha \in \mathbf {Ord} }L_{\alpha }}, где Ord обозначает класс всех ординалов.

Если z является элементом Lα, то z = {y | y ∈ Lα and y ∈ z} ∈ Def (Lα) = Lα+1. Поэтому Lα является подмножеством Lα+1, которое является подмножеством булеана Lα. Следовательно, уровни конструктивной иерархии образуют цепочку вложенных друг в друга транзитивных множеств. Но вся совокупность этих множеств L является собственным классом.
Элементы L называются конструктивными множествами, а сам класс L называется конструктивным универсумом. Аксиома конструктивности, коротко записываемая "V=L", утверждает, что любое множество (из класса V) конструктивно, то есть лежит в классе L.